# Exidia pusilla
Exidia pusilla är en svampart som beskrevs av P. Roberts 1998. Exidia pusilla ingår i släktet Exidia och familjen Auriculariaceae.   Inga underarter finns listade i Catalogue of Life.